# Heinrich Rheinboldt
Heinrich Rheinboldt  (* 11. August 1891 in Karlsruhe; † 5. Dezember 1955 in São Paulo) war ein deutsch-brasilianischer Chemiker.

## Leben
Er war Sohn des badischen Finanzministers Josef Nikolaus Rheinboldt, Enkel von Heinrich Caro und studierte ab 1910 Geologie und Chemie an der TH Karlsruhe und ab 1911 an der Universität Straßburg, an der er 1918 promoviert wurde. Als diese französisch wurde, ging er wieder an die TH Karlsruhe und ab 1922 an die Universität Bonn (wobei er Paul Pfeiffer folgte, dessen Assistent er war), wo er sich 1924 habilitierte, 1928 außerordentlicher und 1930 ordentlicher Professor für analytische und anorganische Chemie wurde. Nach dem Aufstieg der Nationalsozialisten verließ er Deutschland und wurde 1934 Professor für Chemie an der Universität von São Paulo, wo er das chemische Institut aufbaute. 
Er befasste sich mit der Grignard-Reaktion, organischen Schwefel-, Selen- und Tellurverbindungen, Thionitrilen, Cholinsäure und Gallensäuren.

## Schriften
- Chemische Unterrichtsversuche. 1934.